# Malcolm Bailey (cầu thủ bóng đá, sinh năm 1937)
Malcolm Bailey (sinh ngày 7 tháng 5 năm 1937) là một cầu thủ bóng đá người Anh đã giải nghệ thi đấu ở vị trí wing half cho Bradford Park Avenue và Accrington Stanley ở Football League. Ông sinh ra ở Halifax.